# Norvég labdarúgó-válogatott
A norvég labdarúgó-válogatott Norvégia nemzeti csapata, amelyet a norvég labdarúgó-szövetség (Norvégul: Norges Fotballforbund) irányít. Hazai mérkőzéseit Oslóban, az Ullevaal Stadionban játssza. Eddig háromszor jutott ki világbajnokságra (1938, 1994, 1998), Európa-bajnokságon pedig egy alkalommal szerepelt (2000). Norvégia az egyike azon válogatottaknak, amelyek még nem szenvedtek vereséget Brazília ellen. Eddigi négy találkozójukból kettőt megnyert, kettő döntetlenre végződött. A legemlékezetesebb győzelmét az 1998-as világbajnokságon érte el, amikor 2–1-re győzte le a brazilokat.

## A válogatott története
Norvégia, a nemzetközi labdarúgásban való eredményesség tekintetében hagyományosan szerényebb mutatókkal rendelkezik, mint skandináv szomszédai Dánia és Svédország. Az ország válogatottja az 1930-as években élte fénykorát. Ekkor az 1936. évi berlini olimpiai játékokon a bronzérmet sikerült megszereznie, majd az 1938-as világbajnokságra is kijutott, ahol Olaszországtól szenvedtek 2–1 arányban vereséget és már az első kör után kiesett.
Ezután következett a mélypont: több mint 50 éven keresztül nem sikerült kijutnia egyetlen világ illetve Európa-bajnokságra sem. Ez idő alatt Európa leggyengébb nemzetei között volt számon tartva. A labdarúgás elitmezőnyébe az 1990-es években tért vissza. 1990-ben Egil Olsen lett a szövetségi kapitány, akinek sikerült kivezetnie a válogatottat az 1994-es világbajnokságra, ahol Mexikót legyőzték ugyan, de az olaszoktól elszenvedett vereség és az Írországgal játszott döntetlen azt jelentette, hogy a csoportkör után kiesett a norvég válogatott. Az 1998-as világbajnokságra szintén kijutott. Marokkó és Skócia ellen döntetlenre végezett, Brazíliát pedig 2–1-re legyőzte. A csoportból továbbjutott a nyolcaddöntőbe, ahol Olaszországtól szenvedett 1–0-s vereséget.
A vb után a korábban az U21-es válogatottnál tevékenykedő Nils Johan Semb váltotta Olsent a kapitányi poszton. Vele a 2000-es Európa-bajnokságra is sikeresen kijutott a gárda. Az Eb-t Spanyolország 1–0-s legyőzésével kezdte, majd ugyanilyen arányban vereséget szenvedett Jugoszláviától. Utolsó csoportmérkőzésén 0–0-t játszott Szlovéniával, azonban ez kevés volt a továbbjutáshoz. Mind a mai napig ekkor szerepelt a norvég válogatott utoljára világversenyen. A későbbiekben több alkalommal is közel járt ahhoz, hogy kijusson a világbajnokságra (2006) vagy az Európa-bajnokságra (2004), de a pót-selejtezőkön rendre alulmaradt. A 2008-as Európa-bajnokság selejtezőiben Görögország és Törökország mögött a harmadik helyen végzett, mindössze egy ponttal lemaradva a pótselejtezőt érő második helyről. A 2010-es világbajnokság selejtezőit Hollandia mögött a második helyen zárta az egyetlen öt tagú csoportban. A 2012-es Európa-bajnokság selejtezőit Portugáliával azonos pontszámmal zárta, de rosszabb gólkülönbsége miatt lemaradt a rájátszásról. A 2014-es világbajnokság európai selejtezőzónájának E csoportjában a negyedik helyen végzett.

## Nemzetközi eredmények

### Világbajnokság
| Világbajnokság | Világbajnokság | Világbajnokság | Világbajnokság | Világbajnokság | Világbajnokság | Világbajnokság | Világbajnokság | Világbajnokság | Világbajnokság | Selejtezők | Selejtezők | Selejtezők | Selejtezők | Selejtezők | Selejtezők | Selejtezők |
| Év             | Eredmény       | H.             | M              | Gy             | D              | V              | G+             | G–             | Keret          | H.         | M          | Gy         | D          | V          | G+         | G–         |
| -------------- | -------------- | -------------- | -------------- | -------------- | -------------- | -------------- | -------------- | -------------- | -------------- | ---------- | ---------- | ---------- | ---------- | ---------- | ---------- | ---------- |
| 1930           | nem indult     | nem indult     | nem indult     | nem indult     | nem indult     | nem indult     | nem indult     | nem indult     | nem indult     | nem indult | nem indult | nem indult | nem indult | nem indult | nem indult | nem indult |
| 1934           | nem indult     | nem indult     | nem indult     | nem indult     | nem indult     | nem indult     | nem indult     | nem indult     | nem indult     | nem indult | nem indult | nem indult | nem indult | nem indult | nem indult | nem indult |
| 1938           | Nyolcaddöntő   | 12.            | 1              | 0              | 0              | 1              | 1              | 2              | Keret          | 1.         | 2          | 1          | 1          | 0          | 6          | 5          |
| 1950           | nem indult     | nem indult     | nem indult     | nem indult     | nem indult     | nem indult     | nem indult     | nem indult     | nem indult     | nem indult | nem indult | nem indult | nem indult | nem indult | nem indult | nem indult |
| 1954           | nem jutott ki  | nem jutott ki  | nem jutott ki  | nem jutott ki  | nem jutott ki  | nem jutott ki  | nem jutott ki  | nem jutott ki  | nem jutott ki  | 3.         | 4          | 0          | 2          | 2          | 4          | 9          |
| 1958           | nem jutott ki  | nem jutott ki  | nem jutott ki  | nem jutott ki  | nem jutott ki  | nem jutott ki  | nem jutott ki  | nem jutott ki  | nem jutott ki  | 3.         | 4          | 1          | 0          | 3          | 3          | 15         |
| 1962           | nem jutott ki  | nem jutott ki  | nem jutott ki  | nem jutott ki  | nem jutott ki  | nem jutott ki  | nem jutott ki  | nem jutott ki  | nem jutott ki  | 3.         | 4          | 0          | 0          | 4          | 3          | 11         |
| 1966           | nem jutott ki  | nem jutott ki  | nem jutott ki  | nem jutott ki  | nem jutott ki  | nem jutott ki  | nem jutott ki  | nem jutott ki  | nem jutott ki  | 2.         | 6          | 3          | 1          | 2          | 10         | 5          |
| 1970           | nem jutott ki  | nem jutott ki  | nem jutott ki  | nem jutott ki  | nem jutott ki  | nem jutott ki  | nem jutott ki  | nem jutott ki  | nem jutott ki  | 3.         | 4          | 1          | 0          | 3          | 4          | 13         |
| 1974           | nem jutott ki  | nem jutott ki  | nem jutott ki  | nem jutott ki  | nem jutott ki  | nem jutott ki  | nem jutott ki  | nem jutott ki  | nem jutott ki  | 3.         | 6          | 2          | 0          | 4          | 9          | 16         |
| 1978           | nem jutott ki  | nem jutott ki  | nem jutott ki  | nem jutott ki  | nem jutott ki  | nem jutott ki  | nem jutott ki  | nem jutott ki  | nem jutott ki  | 2.         | 4          | 2          | 0          | 2          | 3          | 4          |
| 1982           | nem jutott ki  | nem jutott ki  | nem jutott ki  | nem jutott ki  | nem jutott ki  | nem jutott ki  | nem jutott ki  | nem jutott ki  | nem jutott ki  | 5.         | 8          | 2          | 2          | 4          | 8          | 15         |
| 1986           | nem jutott ki  | nem jutott ki  | nem jutott ki  | nem jutott ki  | nem jutott ki  | nem jutott ki  | nem jutott ki  | nem jutott ki  | nem jutott ki  | 5.         | 8          | 1          | 3          | 4          | 4          | 10         |
| 1990           | nem jutott ki  | nem jutott ki  | nem jutott ki  | nem jutott ki  | nem jutott ki  | nem jutott ki  | nem jutott ki  | nem jutott ki  | nem jutott ki  | 4.         | 8          | 2          | 2          | 4          | 10         | 9          |
| 1994           | Csoportkör     | 17.            | 3              | 1              | 1              | 1              | 1              | 1              | Keret          | 1.         | 10         | 7          | 2          | 1          | 25         | 5          |
| 1998           | Nyolcaddöntő   | 15.            | 4              | 1              | 2              | 1              | 5              | 5              | Keret          | 1.         | 8          | 6          | 2          | 0          | 21         | 2          |
| 2002           | nem jutott ki  | nem jutott ki  | nem jutott ki  | nem jutott ki  | nem jutott ki  | nem jutott ki  | nem jutott ki  | nem jutott ki  | nem jutott ki  | 4.         | 10         | 2          | 4          | 4          | 12         | 14         |
| 2006           | nem jutott ki  | nem jutott ki  | nem jutott ki  | nem jutott ki  | nem jutott ki  | nem jutott ki  | nem jutott ki  | nem jutott ki  | nem jutott ki  | 2.         | 12         | 5          | 3          | 4          | 12         | 9          |
| 2010           | nem jutott ki  | nem jutott ki  | nem jutott ki  | nem jutott ki  | nem jutott ki  | nem jutott ki  | nem jutott ki  | nem jutott ki  | nem jutott ki  | 2.         | 8          | 2          | 4          | 2          | 9          | 7          |
| 2014           | nem jutott ki  | nem jutott ki  | nem jutott ki  | nem jutott ki  | nem jutott ki  | nem jutott ki  | nem jutott ki  | nem jutott ki  | nem jutott ki  | 4.         | 10         | 3          | 3          | 4          | 10         | 13         |
| 2018           | nem jutott ki  | nem jutott ki  | nem jutott ki  | nem jutott ki  | nem jutott ki  | nem jutott ki  | nem jutott ki  | nem jutott ki  | nem jutott ki  | 4.         | 10         | 4          | 1          | 5          | 17         | 16         |
| 2022           | nem jutott ki  | nem jutott ki  | nem jutott ki  | nem jutott ki  | nem jutott ki  | nem jutott ki  | nem jutott ki  | nem jutott ki  | nem jutott ki  | 3.         | 10         | 5          | 3          | 2          | 15         | 8          |
| 2026           | később         | később         | később         | később         | később         | később         | később         | később         | később         | később     | később     | később     | később     | később     | később     | később     |
| Összesen       |                | 3/22           | 8              | 2              | 3              | 3              | 7              | 8              | –              | Összesen   | 136        | 49         | 33         | 54         | 185        | 186        |

### Európa-bajnokság

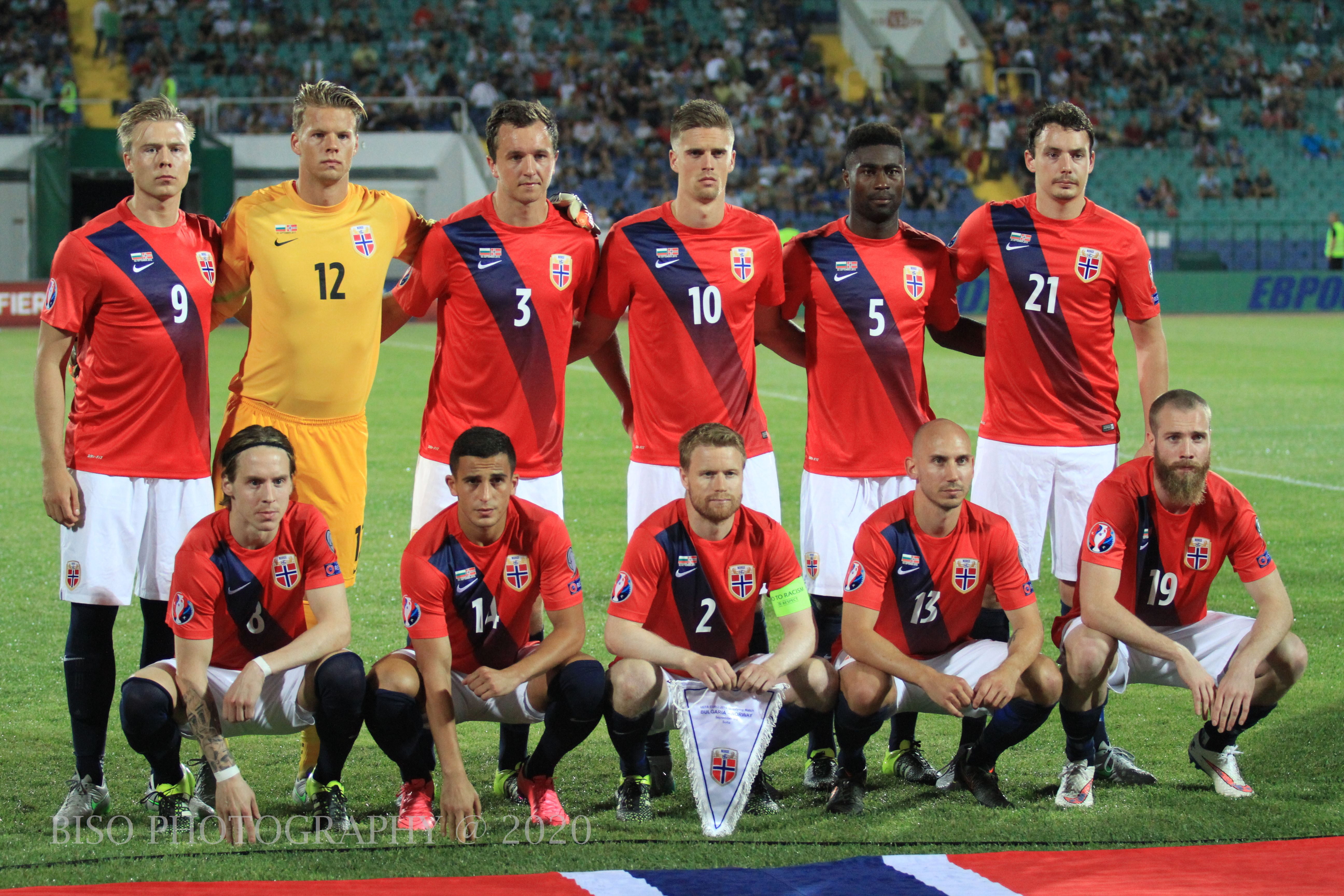
Norvégia csapata a 2015. szeptember 3-i, Bulgária elleni Eb-selejtező mérkőzésen

| Európa-bajnokság | Európa-bajnokság | Európa-bajnokság | Európa-bajnokság | Európa-bajnokság | Európa-bajnokság | Európa-bajnokság | Európa-bajnokság | Európa-bajnokság | Európa-bajnokság | Selejtezők        | Selejtezők | Selejtezők | Selejtezők | Selejtezők | Selejtezők | Selejtezők |
| Év               | Eredmény         | H.               | M                | Gy               | D                | V                | G+               | G–               | Keret            | H.                | M          | Gy         | D          | V          | G+         | G–         |
| ---------------- | ---------------- | ---------------- | ---------------- | ---------------- | ---------------- | ---------------- | ---------------- | ---------------- | ---------------- | ----------------- | ---------- | ---------- | ---------- | ---------- | ---------- | ---------- |
| 1960             | nem jutott ki    | nem jutott ki    | nem jutott ki    | nem jutott ki    | nem jutott ki    | nem jutott ki    | nem jutott ki    | nem jutott ki    | nem jutott ki    | Nyolcaddöntő      | 2          | 0          | 0          | 2          | 2          | 6          |
| 1964             | nem jutott ki    | nem jutott ki    | nem jutott ki    | nem jutott ki    | nem jutott ki    | nem jutott ki    | nem jutott ki    | nem jutott ki    | nem jutott ki    | Első forduló      | 2          | 0          | 1          | 1          | 1          | 3          |
| 1968             | nem jutott ki    | nem jutott ki    | nem jutott ki    | nem jutott ki    | nem jutott ki    | nem jutott ki    | nem jutott ki    | nem jutott ki    | nem jutott ki    | 4.                | 6          | 1          | 1          | 4          | 9          | 14         |
| 1972             | nem jutott ki    | nem jutott ki    | nem jutott ki    | nem jutott ki    | nem jutott ki    | nem jutott ki    | nem jutott ki    | nem jutott ki    | nem jutott ki    | 4.                | 6          | 0          | 1          | 5          | 5          | 18         |
| 1976             | nem jutott ki    | nem jutott ki    | nem jutott ki    | nem jutott ki    | nem jutott ki    | nem jutott ki    | nem jutott ki    | nem jutott ki    | nem jutott ki    | 4.                | 6          | 1          | 0          | 5          | 5          | 15         |
| 1980             | nem jutott ki    | nem jutott ki    | nem jutott ki    | nem jutott ki    | nem jutott ki    | nem jutott ki    | nem jutott ki    | nem jutott ki    | nem jutott ki    | 5.                | 8          | 0          | 1          | 7          | 5          | 20         |
| 1984             | nem jutott ki    | nem jutott ki    | nem jutott ki    | nem jutott ki    | nem jutott ki    | nem jutott ki    | nem jutott ki    | nem jutott ki    | nem jutott ki    | 4.                | 6          | 1          | 2          | 3          | 7          | 8          |
| 1988             | nem jutott ki    | nem jutott ki    | nem jutott ki    | nem jutott ki    | nem jutott ki    | nem jutott ki    | nem jutott ki    | nem jutott ki    | nem jutott ki    | 5.                | 8          | 1          | 2          | 5          | 5          | 12         |
| 1992             | nem jutott ki    | nem jutott ki    | nem jutott ki    | nem jutott ki    | nem jutott ki    | nem jutott ki    | nem jutott ki    | nem jutott ki    | nem jutott ki    | 3.                | 8          | 3          | 3          | 2          | 9          | 5          |
| 1996             | nem jutott ki    | nem jutott ki    | nem jutott ki    | nem jutott ki    | nem jutott ki    | nem jutott ki    | nem jutott ki    | nem jutott ki    | nem jutott ki    | 3.                | 10         | 6          | 2          | 2          | 17         | 7          |
| 2000             | Csoportkör       | 9.               | 3                | 1                | 1                | 1                | 1                | 1                | Keret            | 1.                | 10         | 8          | 1          | 1          | 21         | 9          |
| 2004             | nem jutott ki    | nem jutott ki    | nem jutott ki    | nem jutott ki    | nem jutott ki    | nem jutott ki    | nem jutott ki    | nem jutott ki    | nem jutott ki    | 2. (pótselejtező) | 10         | 4          | 2          | 4          | 10         | 10         |
| 2008             | nem jutott ki    | nem jutott ki    | nem jutott ki    | nem jutott ki    | nem jutott ki    | nem jutott ki    | nem jutott ki    | nem jutott ki    | nem jutott ki    | 3.                | 12         | 7          | 2          | 3          | 27         | 11         |
| 2012             | nem jutott ki    | nem jutott ki    | nem jutott ki    | nem jutott ki    | nem jutott ki    | nem jutott ki    | nem jutott ki    | nem jutott ki    | nem jutott ki    | 3.                | 8          | 5          | 1          | 2          | 10         | 7          |
| 2016             | nem jutott ki    | nem jutott ki    | nem jutott ki    | nem jutott ki    | nem jutott ki    | nem jutott ki    | nem jutott ki    | nem jutott ki    | nem jutott ki    | 3. (pótselejtező) | 12         | 6          | 1          | 5          | 14         | 13         |
| 2020             | nem jutott ki    | nem jutott ki    | nem jutott ki    | nem jutott ki    | nem jutott ki    | nem jutott ki    | nem jutott ki    | nem jutott ki    | nem jutott ki    | 3. (pótselejtező) | 11         | 4          | 5          | 2          | 20         | 13         |
| 2024             | nem jutott ki    | nem jutott ki    | nem jutott ki    | nem jutott ki    | nem jutott ki    | nem jutott ki    | nem jutott ki    | nem jutott ki    | nem jutott ki    | 3.                | 8          | 3          | 2          | 3          | 14         | 12         |
| Összesen         |                  | 1/17             | 3                | 1                | 1                | 1                | 1                | 1                | –                | Összesen          | 133        | 50         | 27         | 56         | 181        | 183        |

### UEFA Nemzetek Ligája
| Csoportkör / Negyeddöntő / Osztályozó | Csoportkör / Negyeddöntő / Osztályozó | Csoportkör / Negyeddöntő / Osztályozó | Csoportkör / Negyeddöntő / Osztályozó | Csoportkör / Negyeddöntő / Osztályozó | Csoportkör / Negyeddöntő / Osztályozó | Csoportkör / Negyeddöntő / Osztályozó | Csoportkör / Negyeddöntő / Osztályozó | Csoportkör / Negyeddöntő / Osztályozó | Csoportkör / Negyeddöntő / Osztályozó | Csoportkör / Negyeddöntő / Osztályozó | Csoportkör / Negyeddöntő / Osztályozó | Egyenes kieséses szakasz | Egyenes kieséses szakasz | Egyenes kieséses szakasz | Egyenes kieséses szakasz | Egyenes kieséses szakasz | Egyenes kieséses szakasz | Egyenes kieséses szakasz | Egyenes kieséses szakasz | Egyenes kieséses szakasz |
| Szezon                                | Liga                                  | Csoport                               | H                                     | M                                     | Gy                                    | D                                     | V                                     | G+                                    | G–                                    | Feljutás/kiesés                       | Helyezés                              | Év                       | Eredmény                 | M                        | Gy                       | D                        | V                        | G+                       | G–                       | Keret                    |
| ------------------------------------- | ------------------------------------- | ------------------------------------- | ------------------------------------- | ------------------------------------- | ------------------------------------- | ------------------------------------- | ------------------------------------- | ------------------------------------- | ------------------------------------- | ------------------------------------- | ------------------------------------- | ------------------------ | ------------------------ | ------------------------ | ------------------------ | ------------------------ | ------------------------ | ------------------------ | ------------------------ | ------------------------ |
| 2018–19                               | C                                     | 3.                                    | 1.                                    | 6                                     | 4                                     | 1                                     | 1                                     | 7                                     | 2                                     | Növekedés                             | 26.                                   | 2019                     | nem jutott be            | nem jutott be            | nem jutott be            | nem jutott be            | nem jutott be            | nem jutott be            | nem jutott be            | nem jutott be            |
| 2020–21                               | B                                     | 1.                                    | 2.                                    | 6                                     | 3                                     | 1                                     | 2                                     | 12                                    | 7                                     | Állandó                               | 22.                                   | 2021                     | nem jutott be            | nem jutott be            | nem jutott be            | nem jutott be            | nem jutott be            | nem jutott be            | nem jutott be            | nem jutott be            |
| 2022–23                               | B                                     | 4.                                    | 2.                                    | 6                                     | 3                                     | 1                                     | 2                                     | 7                                     | 7                                     | Állandó                               | 24.                                   | 2023                     | nem jutott be            | nem jutott be            | nem jutott be            | nem jutott be            | nem jutott be            | nem jutott be            | nem jutott be            | nem jutott be            |
| 2024–25                               | B                                     | 3.                                    | 1.                                    | 6                                     | 4                                     | 1                                     | 1                                     | 15                                    | 7                                     | Növekedés                             | 18.                                   | 2025                     | nem jutott be            | nem jutott be            | nem jutott be            | nem jutott be            | nem jutott be            | nem jutott be            | nem jutott be            | nem jutott be            |
| 2026–27                               | A                                     |                                       |                                       |                                       |                                       |                                       |                                       |                                       |                                       |                                       |                                       | 2027                     |                          |                          |                          |                          |                          |                          |                          |                          |
| Összesen                              | Összesen                              | Összesen                              | Összesen                              | 24                                    | 14                                    | 4                                     | 6                                     | 41                                    | 23                                    |                                       |                                       |                          | 0/4                      | –                        | –                        | –                        | –                        | –                        | –                        |                          |

### Olimpia
| Év                | Eredmény                | Hely                    | M                       | Gy                      | D                       | V                       | Rg                      | Kg                      |                         |
| ----------------- | ----------------------- | ----------------------- | ----------------------- | ----------------------- | ----------------------- | ----------------------- | ----------------------- | ----------------------- | ----------------------- |
| 1908, London      | Nem indult              | Nem indult              | Nem indult              | Nem indult              | Nem indult              | Nem indult              | Nem indult              | Nem indult              | Nem indult              |
| 1912, Stockholm   | Negyeddöntő             | 7.                      | 2                       | 0                       | 0                       | 2                       | 0                       | 8                       |                         |
| 1920, Antwerpen   | Negyeddöntő             | 8.                      | 3                       | 1                       | 0                       | 2                       | 4                       | 7                       |                         |
| 1924, Párizs      | Nem indult              | Nem indult              | Nem indult              | Nem indult              | Nem indult              | Nem indult              | Nem indult              | Nem indult              | Nem indult              |
| 1928, Amszterdam  | Nem indult              | Nem indult              | Nem indult              | Nem indult              | Nem indult              | Nem indult              | Nem indult              | Nem indult              | Nem indult              |
| 1932, Los Angeles | Nem volt labdarúgótorna | Nem volt labdarúgótorna | Nem volt labdarúgótorna | Nem volt labdarúgótorna | Nem volt labdarúgótorna | Nem volt labdarúgótorna | Nem volt labdarúgótorna | Nem volt labdarúgótorna | Nem volt labdarúgótorna |
| 1936, Berlin      | Bronzérmes              | 3.                      | 4                       | 3                       | 0                       | 1                       | 10                      | 4                       |                         |
| 1948, London      | Nem indult              | Nem indult              | Nem indult              | Nem indult              | Nem indult              | Nem indult              | Nem indult              | Nem indult              | Nem indult              |
| Összesen          | Bronzérmes              | 3/7                     | 9                       | 4                       | 0                       | 5                       | 14                      | 19                      |                         |

- 1948 és 1988 között amatőr, 1992-től kezdődően U23-as játékosok vettek részt az olimpiai játékokon

## Játékosok

### Keret
A válogatott kerete a 2022. szeptember 24-ei és 27-ei  Szlovénia és  Szerbia elleni 2022–2023-as Nemzetek Ligája mérkőzésekre.
2022. szeptember 24-én, a  Szlovénia elleni mérkőzés után lett frissítve.
| Szám          | Poszt       | Név                      | Születési dátum (kor)          | Válogatottság | Gólok   | Klub             |
| Kapusok       | Kapusok     | Kapusok                  | Kapusok                        | Kapusok       | Kapusok | Kapusok          |
| ------------- | ----------- | ------------------------ | ------------------------------ | ------------- | ------- | ---------------- |
| 1             | kapus       | Ørjan Nyland             | 1990. szeptember 10. (34 éves) | 39            | 0       | RB Leipzig       |
| 12            | kapus       | André Hansen             | 1989. december 17. (35 éves)   | 11            | 0       | Rosenborg        |
| 13            | kapus       | Sten Grytebust           | 1989. október 25. (35 éves)    | 5             | 0       | Aalesund         |
| Védők         |             |                          |                                |               |         |                  |
| 3             | hátvéd      | Kristoffer Ajer          | 1998. április 17. (27 éves)    | 26            | 0       | Brentford        |
| 4             | hátvéd      | Stian Rode Gregersen     | 1995. május 17. (30 éves)      | 5             | 0       | Bordeaux         |
| 5             | hátvéd      | Birger Meling            | 1994. december 17. (30 éves)   | 30            | 0       | Rennes           |
| 14            | hátvéd      | Omar Elabdellaoui        | 1991. december 5. (33 éves)    | 49            | 0       | Klub nélküli     |
| 15            | hátvéd      | Leo Skiri Østigård       | 1999. november 28. (25 éves)   | 6             | 0       | Napoli           |
| 17            | hátvéd      | Fredrik André Bjørkan    | 1998. augusztus 21. (26 éves)  | 6             | 0       | Feyenoord        |
| 21            | hátvéd      | Andreas Hanche-Olsen     | 1997. január 17. (28 éves)     | 13            | 0       | Gent             |
| 22            | hátvéd      | Julian Ryerson           | 1997. november 17. (27 éves)   | 12            | 0       | Union Berlin     |
|               | hátvéd      | Marcus Holmgren Pedersen | 2000. július 16. (24 éves)     | 13            | 0       | Feyenoord        |
| Középpályások |             |                          |                                |               |         |                  |
| 2             | középpályás | Morten Thorsby           | 1996. május 5. (29 éves)       | 16            | 0       | Union Berlin     |
| 6             | középpályás | Patrick Berg             | 1997. november 24. (27 éves)   | 11            | 0       | Bodø/Glimt       |
| 7             | középpályás | Ola Brynhildsen          | 1999. május 28. (25 éves)      | 0             | 0       | Molde            |
| 8             | középpályás | Sander Berge             | 1998. február 14. (27 éves)    | 31            | 1       | Sheffield United |
| 10            | középpályás | Martin Ødegaard          | 1998. december 17. (26 éves)   | 44            | 2       | Arsenal          |
| 11            | középpályás | Mohamed Elyounoussi      | 1994. augusztus 4. (30 éves)   | 46            | 9       | Southampton      |
| 16            | középpályás | Fredrik Aursnes          | 1995. december 10. (29 éves)   | 9             | 0       | Benfica          |
| 18            | középpályás | Kristian Thorstvedt      | 1999. március 13. (26 éves)    | 18            | 4       | Sassuolo         |
| 20            | középpályás | Mats Møller Dæhli        | 1995. március 2. (30 éves)     | 34            | 2       | Nürnberg         |
|               | középpályás | Kristoffer Zachariassen  | 1994. január 27. (31 éves)     | 1             | 0       | Ferencváros      |
| Támadók       |             |                          |                                |               |         |                  |
| 9             | csatár      | Erling Haaland           | 2000. július 21. (24 éves)     | 22            | 21      | Manchester City  |
| 19            | csatár      | Alexander Sørloth        | 1995. december 5. (29 éves)    | 43            | 15      | Real Sociedad    |
| 23            | csatár      | Jørgen Strand Larsen     | 2000. február 6. (25 éves)     | 2             | 0       | Celta Vigo       |

## Szerelés
A norvég válogatott hagyományos szerelése a piros mez, fehér nadrág, sötétkék sportszár. A váltómez leggyakrabban fehér mezből, sötétkék nadrágból és fehér sportszárból áll.
1992 és 1996 között az Adidas, 1996 és 2014 között az umbro volt a mezszponzora a válogatottnak.
A norvég labdarúgó-szövetség és a nike közötti szerződés értelmében 2015. január 1-től a nike látja el sportszerekkel a válogatottat.

## Válogatottsági rekordok
Az adatok 2014. szeptember 14. állapotoknak felelnek meg.
- A még aktív játékosok félkövérrel vannak megjelölve.

### Legtöbbször pályára lépett játékosok

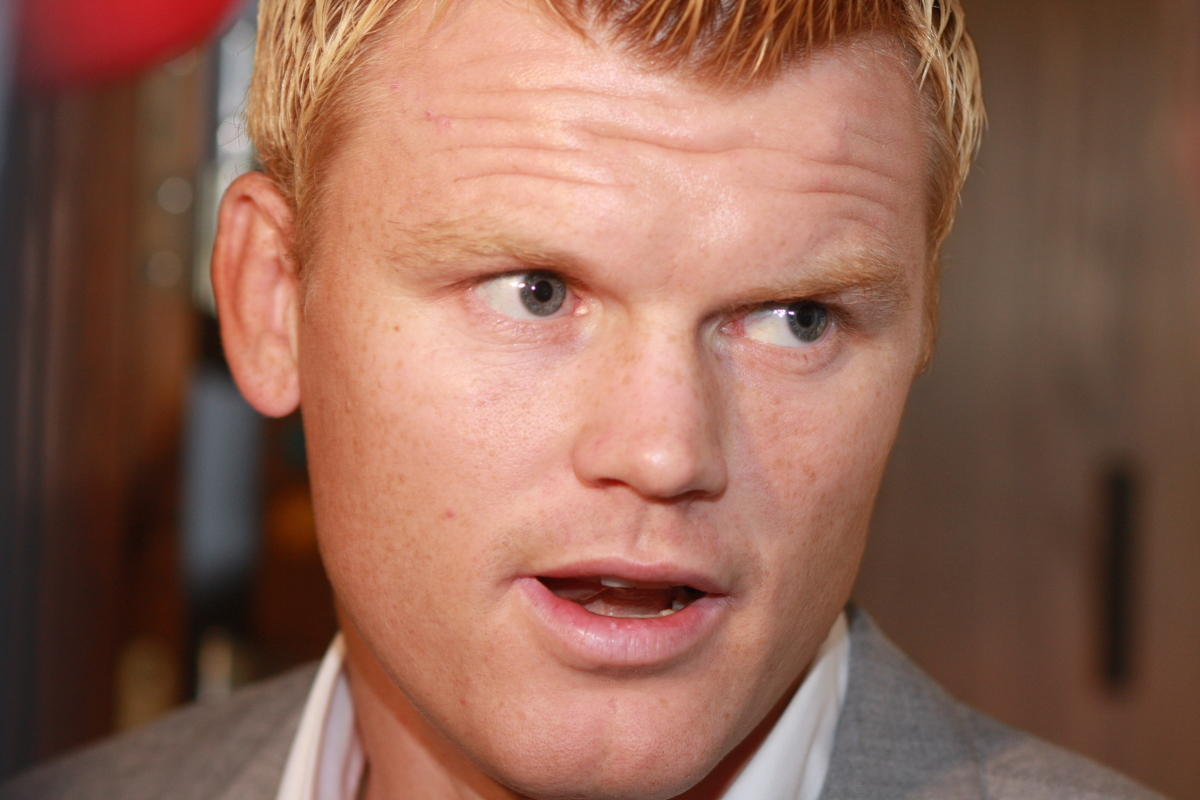
John Arne Riise a válogatottsági csúcstartó 110 mérkőzéssel.

| #  | Játékos               | Időszak   | Vál. |
| -- | --------------------- | --------- | ---- |
| 1  | John Arne Riise       | 2000–2013 | 110  |
| 2  | Thorbjørn Svenssen    | 1947–1962 | 104  |
| 3  | Henning Berg          | 1992–2004 | 100  |
| 4  | Erik Thorstvedt       | 1982–1996 | 97   |
| 5  | John Carew            | 1998–2011 | 91   |
| 5  | Brede Hangeland       | 2002–2014 | 91   |
| 7  | Øyvind Leonhardsen    | 1990–2003 | 86   |
| 8  | Kjetil Rekdal         | 1987–2000 | 83   |
| 8  | Morten Gamst Pedersen | 2004–2014 | 83   |
| 10 | Steffen Iversen       | 1998–2011 | 79   |

### Legtöbb gólt szerző játékosok

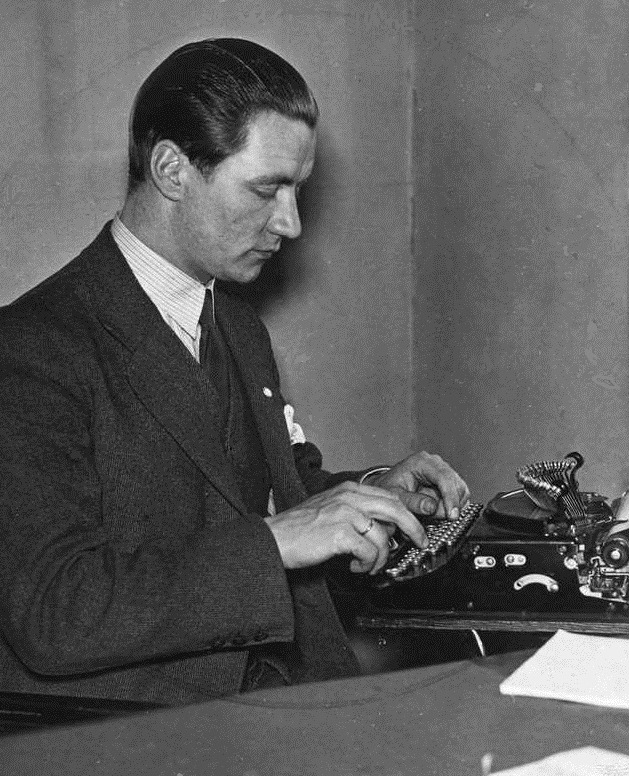
Jørgen Juve 33 góllal a norvég válogatott legeredményesebb játékosa.

| # | Játékos             | Időszak       | Gól | Vál. | Átlag |
| - | ------------------- | ------------- | --- | ---- | ----- |
| 1 | Jørgen Juve         | 1928–1937     | 33  | 45   | 0.73  |
| 2 | Einar Gundersen     | 1917–1928     | 26  | 33   | 0.79  |
| 3 | Harald Hennum       | 1949–1960     | 25  | 43   | 0.58  |
| 4 | John Carew          | 1998–2011     | 24  | 91   | 0.26  |
| 5 | Ole Gunnar Solskjær | 1995–2007     | 23  | 67   | 0.34  |
| 5 | Tore André Flo      | 1995–2004     | 23  | 76   | 0.30  |
| 7 | Gunnar Thoresen     | 1946–1959     | 22  | 64   | 0.34  |
| 8 | Steffen Iversen     | 1998–2011     | 21  | 79   | 0.27  |
| 9 | Joshua King         | 2012–jelenleg | 20  | 62   | 0.32  |
| 9 | Jan Åge Fjørtoft    | 1986–1996     | 20  | 71   | 0.28  |
| 9 | Erling Haaland      | 2019–jelenleg | 20  | 21   | 0.95  |

### Ismert játékosok

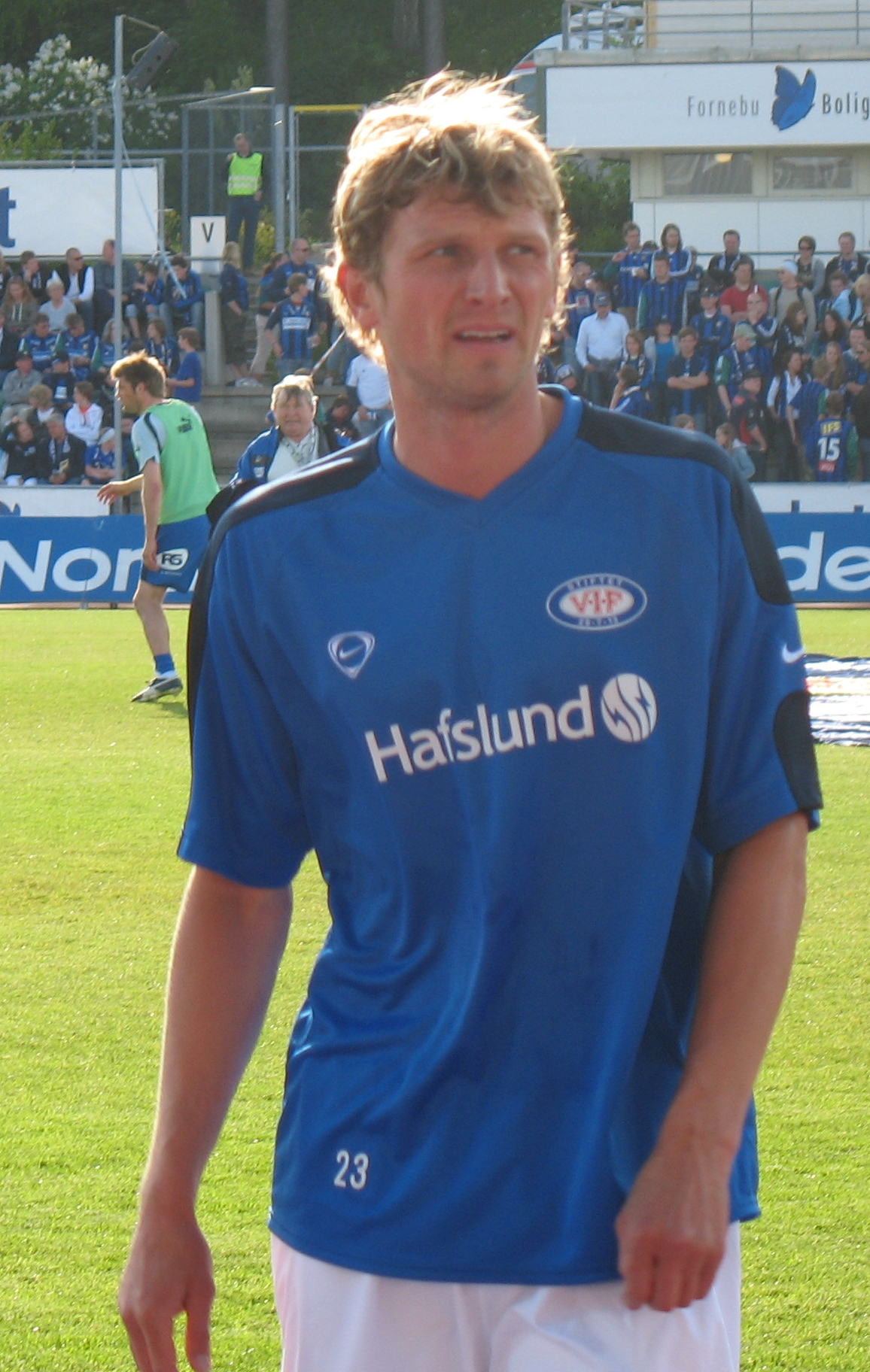
Tore André Flo

| - Mini Jakobsen - Henning Berg - Stig Inge Bjørnebye - Rune Bratseth - John Carew - Dan Eggen - Jan Åge Fjørtoft - Jostein Flo - Tore André Flo - Steffen Iversen - Ronny Johnsen | - Jørgen Juve - Terje Kojedal - Øyvind Leonhardsen - Kjetil Rekdal - John Arne Riise - Ole Gunnar Solskjær - Thorbjørn Svenssen - Erik Thorstvedt - Tom Lund - Erling Haaland - Martin Ødegaard |

## Szövetségi kapitányok
- Willibald Hahn 1953–1955
- Ron Lewin 1956–1957
- Edmund Majowsky 1958
- Ragnar Larsen 1958
- Kristian Henriksen 1959
- Wilhelm Kment 1960–1962
- Ragnar Larsen 1962–1966
- Wilhelm Kment 1967–1969
- Øivind Johannessen 1970–1971
- George Curtis 1972–1974
- Kjell Schou-Andreassen és Nils Arne Eggen 1975–1977
- Tor Røste Fossen 1978–1987
- Tord Grip 1987–1988
- Ingvar Stadheim 1988–1990
- Egil Olsen 1990–1998
- Nils Johan Semb 1998–2003
- Åge Hareide 2003–2008
- Egil Olsen 2009–2013
- Per-Mathias Høgmo 2013–2016
- Lars Lagerbäck 2017–2020
- Leif Gunnar Smerud 2020
- Ståle Solbakken 2020–

## Stadion

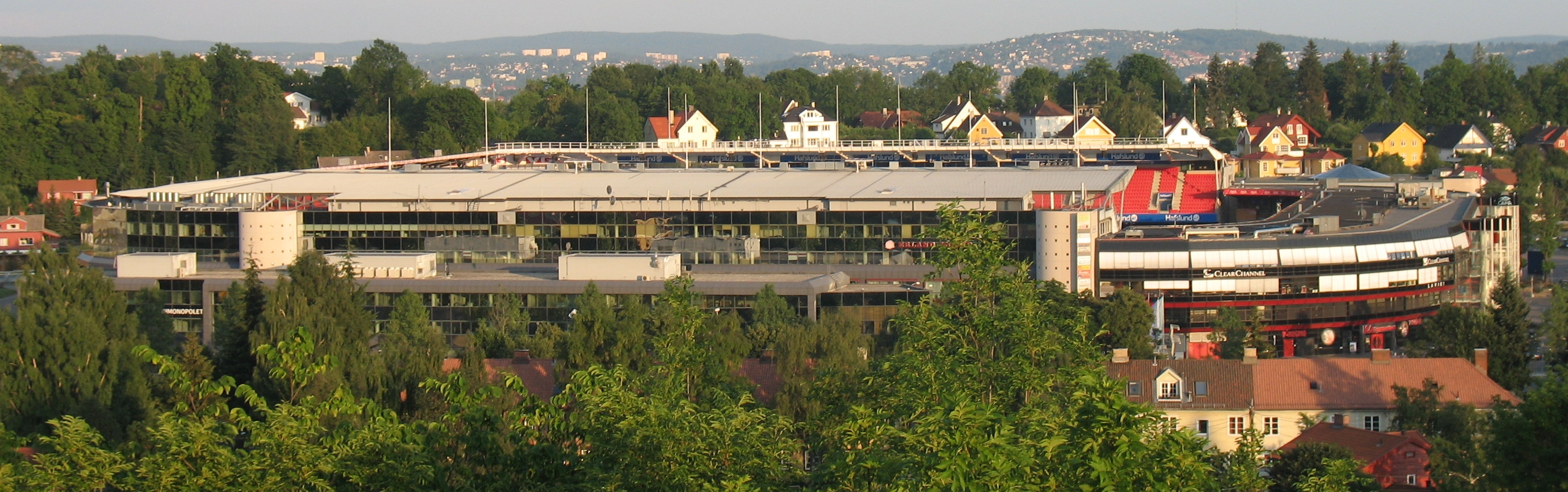
Ullevaal Stadion

Hazai mérkőzéseit általában az oslói Ullevaal Stadionban játssza a norvég válogatott. A stadiont 1926. szeptember 26-án nyitották meg és hamarosan nemzeti válogatottak mérkőzéseit tartották benne. A norvég válogatott először 1927-ben lépett pályára itt, az ellenfél Dánia volt.
A létesítmény 28 000 néző befogadására alkalmas. A nézőcsúcs 35 495 fő volt egy Spanyolország elleni mérkőzésen.